# Brabham BT19
Brabham BT19 – samochód Formuły 1, zaprojektowany przez Rona Tauranaka dla brytyjskiego zespołu Brabham. Model BT19 uczestniczył w sezonach 1966 oraz 1967 Formuły 1 i był używany przez Jacka Brabhama, kiedy ten zdobywał swój trzeci tytuł mistrza świata w 1966 roku. BT19 był pierwszym samochodem Formuły 1 noszącym nazwisko kierowcy, który zdobył tytuł mistrzowski.
Samochód został stworzony w roku 1965 i miał być napędzany przez półtoralitrowy silnik Coventry Climax, jednakże nigdy projekt ten nie doszedł do skutku. Na sezon 1966 Fédération Internationale de l’Automobile zwiększyła limit pojemności silnika do 3 litrów. Australijska firma Repco dostarczała ówcześnie swój silnik V8 zespołowi Brabham, ale rozbieżności pomiędzy Brabhamem i Tauranakiem dotyczące roli tego drugiego w zespole spowodowały, iż zespół nie miał wystarczająco dużo czasu na zbudowanie nowego samochodu; zamiast tego nieco zmodyfikowano model BT19.
Zbudowano tylko jeden model BT19. W 2004 roku firma Repco zakupiła go, a następnie wystawiła w National Sports Museum w Melbourne. BT19 jest również często demonstrowany na różnych pokazach.

## Koncepcja
Model BT19 został stworzony przez australijskiego projektanta Rona Tauranaka dla firmy Brabham Racing Organisation (BRO) i miał być użyty w sezonie 1965 Formuły 1. Brabham BT19 i jego ówczesny konkurent, Lotus 39, miały być napędzane silnikiem typu bokser o 16 cylindrach (B16) firmy Coventry Climax. Został zbudowany tylko jeden przykładowy projekt modelu BT19, który nigdy nie ścigał się w oryginalnej formie. Climax porzucił rozwój silników typu F16, natomiast ich silniki typu V8 były wystarczająco mocne, by pomóc jeżdżącemu Lotusem 33 Jimowi Clarkowi odnieść siedem zwycięstw i zdobyć tytuł mistrza świata. Na sezon 1966 dozwolona maksymalna pojemność silników została zwiększona dwukrotnie: z 1,5 do 3 litrów. Nie było możliwym, aby powiększyć istniejące silniki 1,5 l tak, by w pełni wykorzystać górny limit, a firma Climax postanowiła nie rozwijać nowych, trzylitrowych silników, przez co wiele zespołów otrzymało na sezon 1966 niekonkurencyjne silniki.
Nowe, trzylitrowe silniki, rozwijane przez inne firmy, miały co najmniej 12 cylindrów. Wszystkie pozostałe czynniki wyrównały się, więcej cylindrów pozwoliło na mniejsze i lżejsze części, większe prędkości obrotowe i w związku z tym większą moc szczytową. Jednakże większą liczba cylindrów oznaczała, iż w silniku będzie znajdować się więcej części, co oznaczało większą masę silnika i zmniejszoną niezawodność. Jack Brabham, właściciel i czołowy kierowca Brabham Racing Organisation, miał inne podejście do problemu uzyskania odpowiedniego silnika. Namówił on australijską firmę Repco, aby wybudowała dla niego nowy, trzylitrowy, ośmiocylindrowy silnik, w dużej mierze oparty na dostępnych częściach. Zarówno Brabham, jak i Repco byli świadomi, że silnik nie będzie konkurencyjny wprost pod względem mocy, ale za to będzie lekki i niezawodny, przez co może osiągnąć dobre wyniki, tym bardziej że inne zespoły ciągle opracowywały nowe projekty.
Samochody Brabham były zaprojektowane i zbudowane przez firmę Motor Racing Developments (MRD), której właścicielami byli Ron Tauranac i Jack Brabham, i która budowała samochody dla klientów w kilku różnych seriach wyścigowych. Zespół Formuły 1, BRO, był oddzielną firmą, w całości zarządzaną przez Jacka Brabhama, a Tauranac miał jedynie niewielkie z nią związki w latach 1962–1965. Brabham kupił samochody od MRD. Pod koniec sezonu 1965 Tauranac stracił zainteresowanie tym porozumieniem; twierdził on, że „to była jedynie kwestia dużego wysiłku dla braku rzeczywistych korzyści, ponieważ nigdy za bardzo nie dostałem się do wyścigów” oraz że „mogłem również rozwijać moją linię biznesową, która sprzedawała samochody produkcyjne”. Chociaż Brabham próbował używać nadwozia innych producentów, ostatecznie uzgodnił z Tauranakiem, że ten będzie miał większe korzyści w zespole Formuły 1, który MRD ostatecznie całkowicie przejął. Porozumienie to nie zostało osiągnięte do listopada 1965 roku. Repco wydał pierwszy przykładowy nowy silnik do siedziby zespołu w Wielkiej Brytanii pod koniec 1965 roku, kilka tygodni przed pierwszym wyścigiem Formuły 1, na którym miały pojawić się samochody zbudowane według nowych przepisów; wyścigiem tym było niezaliczane do punktacji mistrzostw Grand Prix RPA, które odbyło się 1 stycznia 1966 roku. Zamiast budować nowy samochód w ograniczonym czasie, BRO wystawiło samochód oznaczony numerem F1-1-1965 – jedyny i niewykorzystany model BT19.

## Podwozie, nadwozie i zawieszenie
Tauranac zbudował podwozie modelu BT19, opierając się na kratownicy przestrzennej ze stali miękkiej, podobnie jak w jego poprzednich projektach samochodów Brabham. Użycie kratownicy przestrzennej było postrzegane jako „konserwatywne”, ponieważ w roku 1966 większość konkurentów Brabhama używała teoretycznie lżejszego i sztywniejszego monocoque'u, którego jako pierwszy użył Lotus w sezonie 1962. Tauranac uważał, że monocoque'i nie były sztywniejsze niż dobrze zaprojektowane kratownice przestrzenne, a za to trudniejsze do naprawy i utrzymania. Ten ostatni fakt mógłby być szczególnym zmartwieniem dla Brabhama, który ówcześnie był największym producentem jednomiejscowych samochodów wyścigowych na świecie. Reputacja BRO – skutecznie „pracującego” zespołu – umocniła się, przy czym zespół stosował te same technologie, jak jego klienci, dla których łatwość naprawy była ważnym czynnikiem. Jedną z nowości było użycie owalnych, a nie okrągłych, rur wokół kokpitu, gdzie siedział kierowca. W samochodzie z kratownicą przestrzenną czy monocoque'iem kokpit jest dziurą w strukturze, znacznie go osłabiając. W danym przekroju poprzecznym owalne rury są sztywniejsze niż okrągłe. Tauramac dostarczał owalne rury i używał ich, by usztywnić obszar kokpitu. Samochód ważył 567 kg, to jest około 68 kg więcej od dolnego limitu ustanowionego przez przepisy; mimo to był jednym z najlżejszych samochodów uczestniczących w sezonie 1966. Waga samochodu na początku wyścigu, wraz z kierowcą i paliwem, zwiększała się do 642 kg, tj. około 127 kg mniej niż mające mocniejsze silniki samochody Cooper T81-Maserati

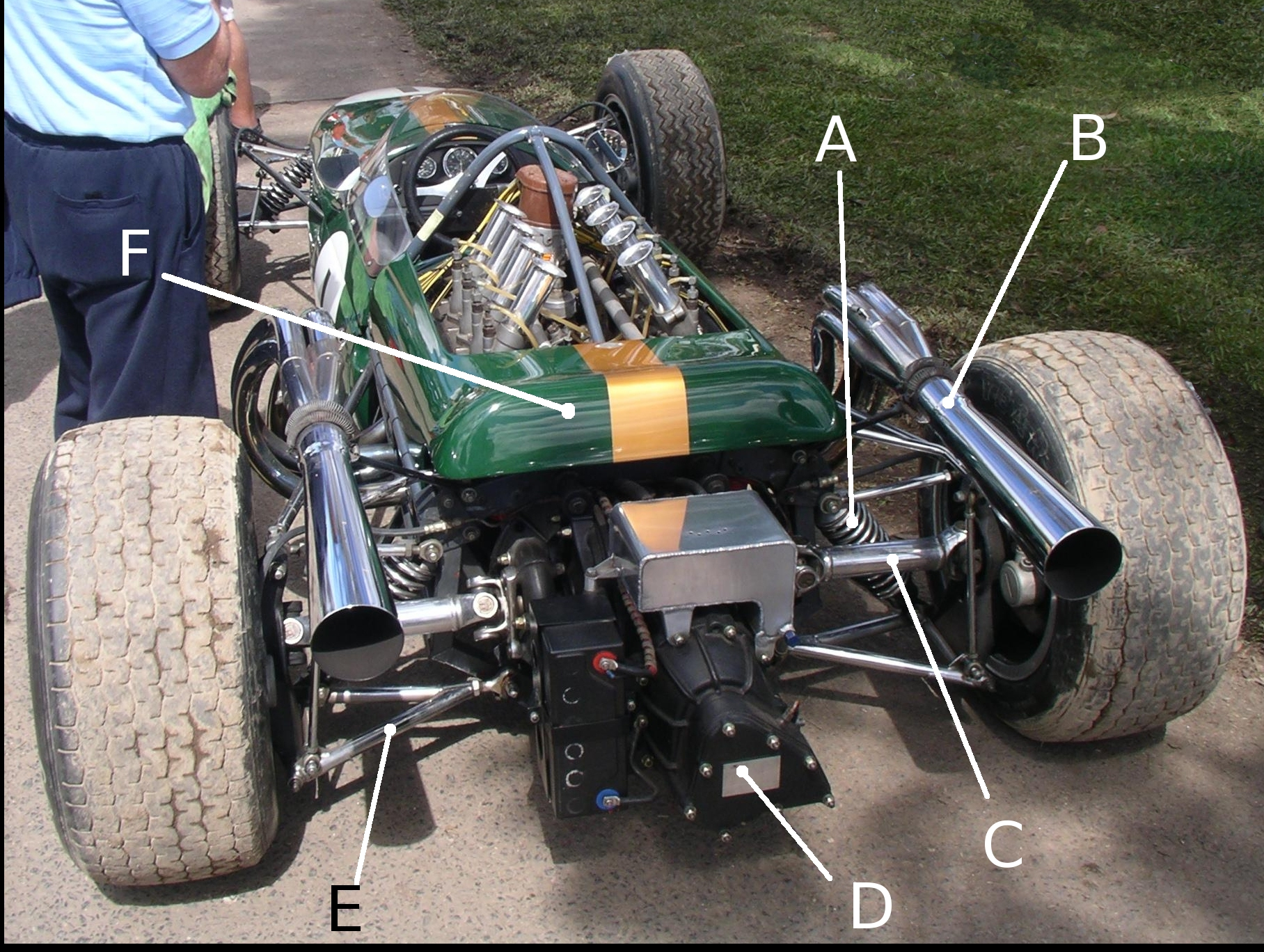
Tył Brabhama BT19. Oznaczenia:
a) Tylna sprężyna śrubowa
b) Rura wydechowa „4 w 1” od prawego brzegu cylindra
c) Wał
d) Skrzynia biegów
e) Odwrócony niższy wahacz, stanowiący część lewego tylnego zawieszenia
f) Wznoszący się w górę tylny brzeg osłony silnika

Nadwozie modelu BT19 wykonane zostało z tworzywa sztucznego wzmocnionego szkłem i pomalowane zwykłymi kolorami Brabhama, tj. zielonym ze złotym poprzecznym pasem na nosie. Mimo że aerodynamika nie wpływała znacząco na Formułę 1 do sezonu 1968, Tauranac używał tunelu aerodynamicznego firmy Motor Industry Research Association, by udoskonalać kształt samochodu. Brabham zwrócił uwagę na „nos opadły w dół i wznoszący się w górę tylny brzeg pokrywy silnika”, co przypisał „uwadze Tauranaka na szczegóły aerodynamiczne”. Podczas sezonu 1967 samochód pojawił się z małymi skrzydełkami na nosie, by zredukować wpływ siły nośnej na przód samochodu.
Wychodząc naprzeciw trendom ustanowionym przez Lotusa 21, całe zawieszenie jest na zewnątrz samochodu. Oznacza to, że masywne sprężyny i amortyzatory są zamontowane pomiędzy kołami i nadwoziem, gdzie kolidują z przepływem powietrza i zwiększają niechciany opór aerodynamiczny. Tauranac obstawał przy tym konserwatywnym podejściu, opartym na testach w tunelu aerodynamicznym we wczesnych latach 60., które wykazały, że bardziej skomplikowany projekt – ze sprężynami i amortyzatorami ukrytymi pod nadwoziem – poprawiłby opór tylko o 2%. Osądził on, że dodatkowy czas potrzebny do utworzenia projektu z ukrytymi sprężynami i amortyzatorami na torze wyścigowym przeważy nad tym niewielkim udogodnieniem. Przednie zawieszenie składa się z nierównych i nierównoległych podwójnych wahaczy. Przednie wsporniki to zmodyfikowane części firmy Alford & Alder, używane w modelu sedan samochodu Triumph Herald. Tylne zawieszenie składa się z jednego członu, odwróconych niższych wahaczy i dwóch drążków reakcyjnych, umieszczonych na odlanych ze stopów magnezu wspornikach. Średnica kół początkowo wynosiła 13 cali (330 mm); wkrótce potem zwiększono średnicę tylnych kół do 15 cali (380 mm), a jeszcze później taką samą średnicę otrzymały koła przednie. Zwiększenie średnicy kół umożliwiło użycie większych, lepszych hamulców. Stalowe hamulce tarczowe były użyte na wszystkich czterech kołach i miały średnicę 270 mm na mniejszych oraz 280 mm na większych kołach. Samochód poruszał się na oponach Goodyear.
Brabham BT19 utrzymał dobrą reputację Tauranaka, jeśli chodzi o produkcję samochodów. Brabham mówił natomiast, że samochód „był świetnie zbalansowany” i że uwielbiał jego „gotowość do driftowania na szybkich zakrętach”. Brabham określał samochód jako swój „stary pazur”; Tauranac wyjaśnił, że ma to związek z faktem, że samochód „miał dwa lata, świetnie się prowadził i nie miał wad”.

## Silnik i skrzynia biegów

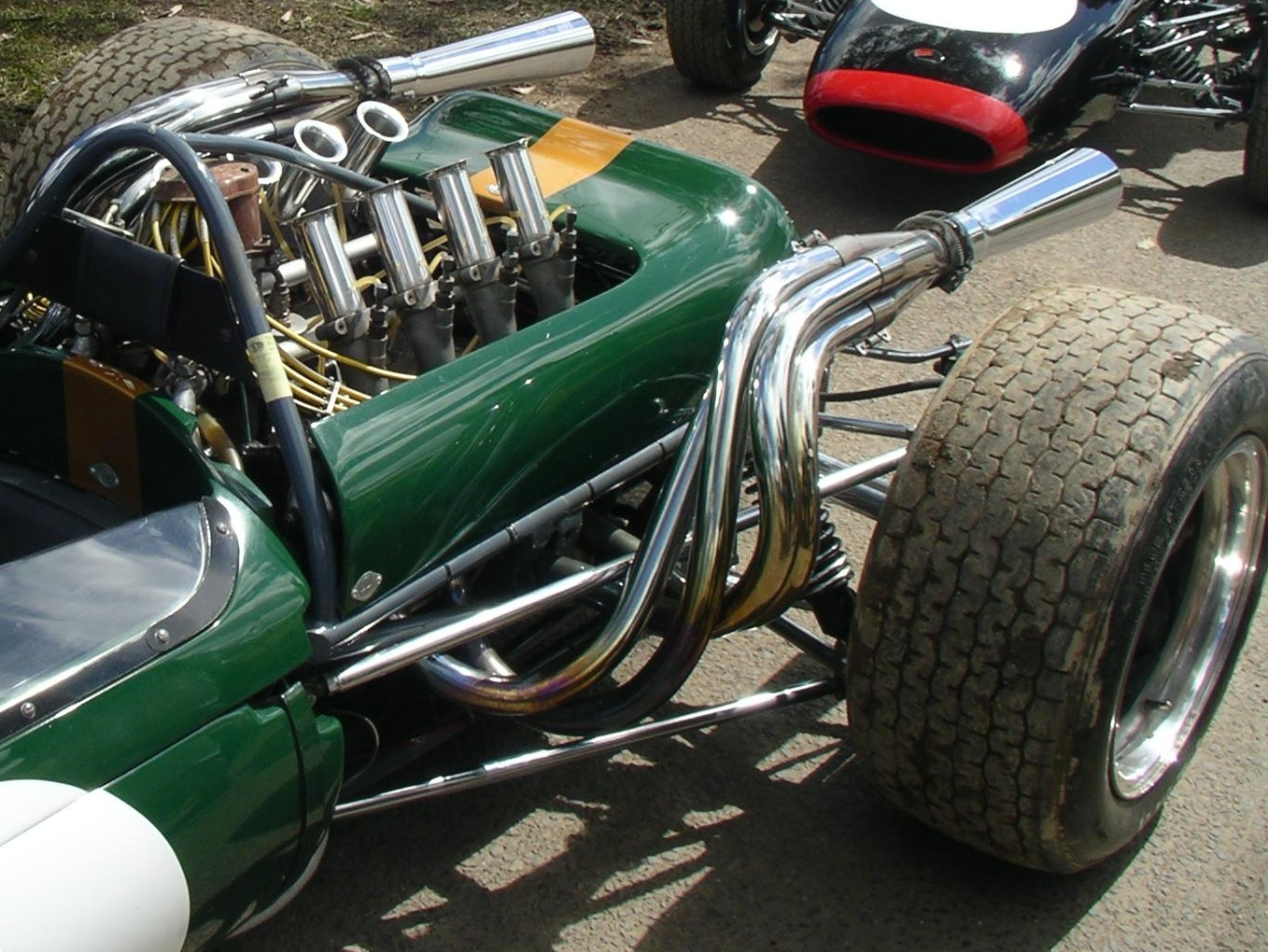
Tylne zawieszenie Brabhama BT19

Silniki Repco zostały zaprojektowane i zbudowane przez małą, pomocniczą firmę Repco o nazwie Repco-Brabham engines Pty Ltd z siedzibą w Maidstone. Silniki Repco serii 620 to silniki o zapłonie iskrowym z ośmioma cylindrami w konfiguracji „V”. Posiadały amerykański blok oparty na stopie aluminium silnika 215 firmy Oldsmobile. Silnik ten, używany w modelu F-85 pomiędzy 1961 a 1963 rokiem, przestał być produkowany przez General Motors w związku z problemami z produkcją. Firma Repco umieściła w bloku Oldsmobile'a własne żeliwne tuleje cylindrowe, które były usztywnione dwoma odlewami ze stopu magnezu i zawierały głowice z jednym wałkiem rozrządu o napędzie łańcuchowym. Wewnątrz znajdowały się zrobione na zamówienie: wał korbowy (przez Laystalla), korbowody (przez Daimlera), oraz specjalnie odlane tłoki. Układ wydechowy silnika wychodził na zewnętrzną stronę bloku, a więc przechodził przez kratownicę przestrzenną przed wejściem do tylnego zawieszenia, układem, który znacznie komplikował projekt Tauranaka. Silnik był chłodzony wodą, z chłodnicami oleju i wody zamontowanymi w nosie.
Silnik serii 620 był, jak na swoje czasy, lekki – ważył około 154 kg, podczas gdy silnik Maserati V12 ważył około 227 kg. Osiągał moc 220 kW, tj. około 300 bhp przy 8000 obrotach na minutę; silniki V12 Maserati oraz Ferrari osiągały moc rzędu 250–270 kW (330–360 bhp). Jednakże silnik Repco wytwarzał większy moment obrotowy – przy 6500 obrotów na minutę było to 316 niutonometrów. Silnik zainstalowany w lekkim Brabhamie BT19 miał także stosunkowo niskie zużycie paliwa – podczas debiutu BT19 wynosiło ono około 40 litrów na 100 kilometrów, podczas gdy silniki niektórych rywali zużywały około 70 litrów na 100 kilometrów. Oznaczało to, że samochód może wystartować do wyścigu z zatankowanymi 160 litrami paliwa, podczas gdy do Coopera-Maserati należało przed wyścigiem zatankować 250 litrów. Silnik miał jeszcze jedną przewagę nad konkurentami, mianowicie tanie części (np. blok silnika kosztował 11 funtów brytyjskich, a korbowód 7 funtów brytyjskich).
Jednostka oznaczona numerem 740 została użyta w trzech wyścigach sezonu 1967 i miała lżejszy blok silnika, w całości zaprojektowany przez Repco. Posiadał również przeprojektowane głowice cylindrów i inne ulepszenia. Układ wydechowy był w tym wypadku umieszczony centralnie i nie przechodził przez kratownicę przestrzenną czy tylne zawieszenie, jak to miało miejsce w przypadku serii 620. Samochód przy 8300 rpm osiągał moc 327 bhp.
Model BT19 był wyposażony w skrzynię biegów HD (Heavy Duty) firmy Hewland, pierwotnie zaprojektowaną dla silników o pojemności 2 l. Zamontowanie takiej skrzyni biegów w samochodzie z silnikiem trzylitrowym oznaczało, że była ona bardziej podatna na uszkodzenia. Wskutek tego Brabham rozpoczynał wyścigi bardzo ostrożnie, aby tego uniknąć. Skrzynia typu HD została później zastąpiona trwalszą skrzynią biegów o oznaczeniu DG (Different Gearbox), produkowaną na zamówienie Brabhama oraz Anglo American Racers. Później skrzyni tej używali także inni konstruktorzy.

## BT19 w wyścigach

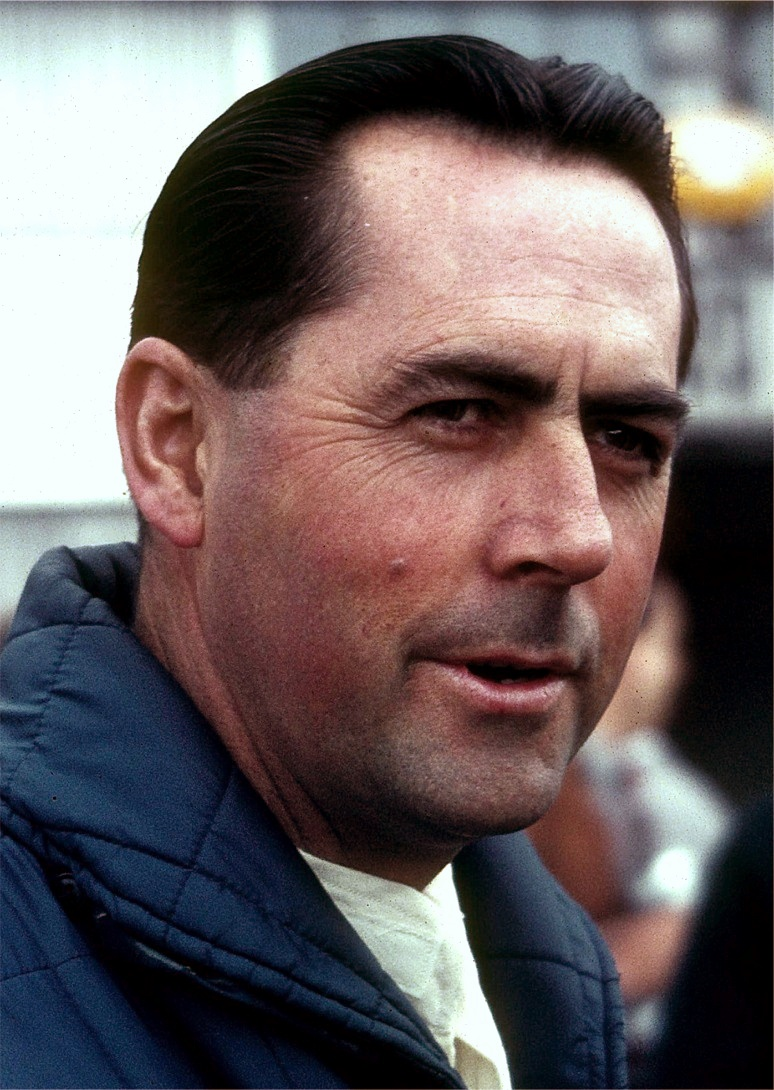
Jack Brabham. Gdy, jeżdżąc modelem BT19, zdobywał tytuł mistrza świata w 1966 roku, miał 40 lat

Model BT19 był udanym samochodem i odnosił sukcesy, prawie wyłącznie gdy jeździł nim Jack Brabham. Pojazd ten uczestniczył w kilku wyścigach Formuły 1 niezaliczonych do punktacji mistrzostw przed rozpoczęciem sezonu 1966. Podczas pierwszego z nich, Grand Prix RPA w East London, BT19 był jedynym nowym samochodem z trzylitrowym silnikiem. Brabham zdobył wtedy pole position i prowadził podczas większej części wyścigu, zanim nie zepsuła się pompa paliwa. Podobne problemy spowodowały, że Brabham wycofał się na drugim okrążeniu z Grand Prix Syrakuz na Sycylii. Natomiast podczas zawodów International Trophy na torze Silverstone Circuit Brabham zdobył pole position, ustanowił rekord okrążenia i prowadził w całym wyścigu, zwyciężając nad między innymi mistrzem świata z 1964, Johnem Surteesem na Ferrari.
Sezon 1966 rozpoczynał Grand Prix Monako. Brabham był przeziębiony i zakwalifikował się na niezbyt dobrej, jedenastej pozycji i odpadł z powodu awarii skrzyni biegów. W wyścigu prowadził początkowo Surtees, ale na 15 okrążeniu w jego Ferrari zepsuł się dyferencjał; wyścig wygrał Jackie Stewart, jadąc samochodem BRM P261 z silnikiem o pojemności 2 litrów. W następnym wyścigu, deszczowym Grand Prix Belgii na torze Spa-Francorchamps, Brabham na pierwszym okrążeniu osiągnął zawrotną prędkość 215 km/h. Z powodu deszczu wyścigu nie ukończyła ponad połowa stawki, w tym Stewart, który z powodu kontuzji nie mógł wystartować w następnym wyścigu. Model BT19 używał opon Goodyear, które nie były dostosowane do tego typu warunków, wskutek czego Jack Brabham dojechał do mety na czwartym miejscu (wyścig ukończyło 5 kierowców). Wyścig wygrał Surtees; po Grand Prix Belgii opuścił on Ferrari.
Podczas Grand Prix Francji na szybkim torze Reims-Gueux Brabham początkowo jechał tuż za Lorenzo Bandinim. Następnie, korzystając ze strumienia ogonowego, Brabham wyprzedził Bandiniego, jadącego mocniejszym Ferrari (dzięki strumieniowi w momencie wyprzedzania model BT19 jechał o 13 km/h szybciej niż wynosiła jego prędkość maksymalna). Pozwoliło to Brabhamowi zwiększyć przewagę nad drugim kierowcą Ferrari, Mikiem Parkesem. Po 12 okrążeniach Bandini wyprzedził jednak Brabhama i w pewnym momencie miał nad nim przewagę już ponad 30 sekund, ale na 37 okrążeniu zepsuła mu się przepustnica. Prowadzenie objął Brabham i został zwycięzcą, a zarazem pierwszym kierowcą, który wygrał wyścig w samochodzie nazwanym swoim nazwiskiem.

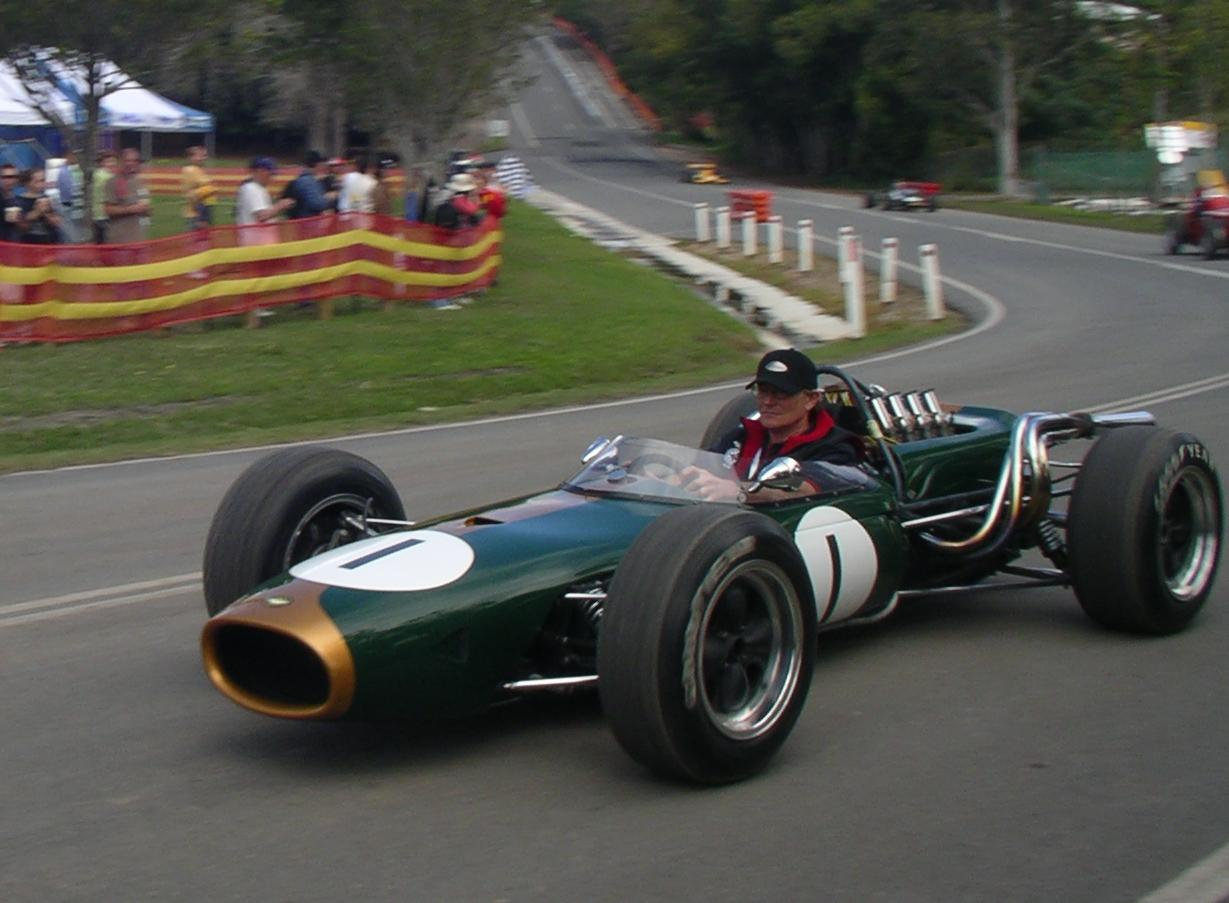
Brabham BT19 demonstrowany na pokazach Speed on Tweed w Murwillumbah w 2007 roku

Mimo że model BT20, ostateczny model na sezon 1966, był gotowy już na Grand Prix Francji, Jack Brabham postanowił nadal korzystać z modelu BT19. Wygrał on trzy kolejne wyścigi. Na Grand Prix Wielkiej Brytanii, odbywającym się na torze Brands Hatch, nie było zespołu Ferrari. Tor był śliski z powodu znajdującego się na nim oleju oraz mżawki. Brabham zdobył pole position i prowadził w całym wyścigu. Podczas kolejnego wyścigu, Grand Prix Holandii, Brabham określił wolny tor Circuit Park Zandvoort jako „bardziej oleisty i niebezpieczny niż Brands”. Brabham wygrał wyścig po tym, jak Lotus 33-Climax Jima Clarka, który był liderem przez większość wyścigu, miał problemy z przegrzewającym się silnikiem. Grand Prix Niemiec odbyło się na torze Nürburgring Nordschleife, który to tor Brabham określił jako „Brands na sterydach”. Na pierwszym okrążeniu Brabham wyprzedził Surteesa, jeżdżącego Cooperem-Maserati. Australijczyk wygrał wyścig po twardej walce z Anglikiem. Mając na koncie 4 zwycięstwa i więcej ukończonych wyścigów niż jakikolwiek z rywali, Brabham prowadził z 22 punktami przewagi i mógł zostać wyprzedzony jedynie przez Surteesa lub Stewarta pod warunkiem, że jeden z nich wygrałby trzy końcowe wyścigi.
Jack Brabham użył modelu BT19 podczas Grand Prix Włoch na torze Monza, chociaż podczas sesji treningowej testował model BT20. Podczas wyścigu szybko objął on prowadzenie, ale na 8 okrążeniu musiał wycofać się z powodu wycieków oleju. Ani Surtees, ani Stewart nie ukończyli wyścigu, dzięki czemu Brabham zdobył swój trzeci tytuł mistrza świata.
Brabham użył modelu BT19 jeszcze jeden raz w sezonie 1966 – podczas niewliczanych do punktacji zawodów Oulton Park Gold Cup. W ostatnich dwóch wyścigach sezonu Australijczyk używał samochodu Brabham BT20. Model BT19 był użyty jeszcze w trzech wyścigach sezonu 1967. Mając zamontowany nowy silnik Repco 740, Jack Brabham wywalczył pole position do wyścigu o Grand Prix Monako oraz drugie miejsce w wyścigu Grand Prix Holandii.
Komentując przyczyny nieoczekiwanej konkurencyjności samochodów Brabham-Repco w sezonie 1966 Formuły 1, historyk sportów motorowych Doug Nye twierdził, że samochody te „miały przewagę, jeśli chodzi o masę nad mocniejszymi samochodami Ferrari, BRM, Cooper-Maserati, Eagle-Weslake oraz Honda w ich nierozwiniętych formach”.
Brabham BT19 uczestniczył również w ostatnich dwóch wyścigach Formuły Tasman sezonu 1965/1966; regulamin tej serii opierał się na regulacjach Formuły 1 przed 1961 rokiem (w tym limitem pojemności silnika do 2,5 l). Ściganie się w Formule Tasman było pierwotnym celem Repco, a zaangażowany w to Brabham miał promować silniki dwuipółlitrowe. Frank Hallam, odpowiedzialny w firmie Repco-Brabham za projektowanie i budowę silników Repco, powiedział, że mniejsza wersja „nigdy nie miała takiej mocy na litr jak silnik trzylitrowy”. Wyposażony w silnik 2,5 l Brabham BT19 zdobył jedno trzecie miejsce w serii.

## Pokazy

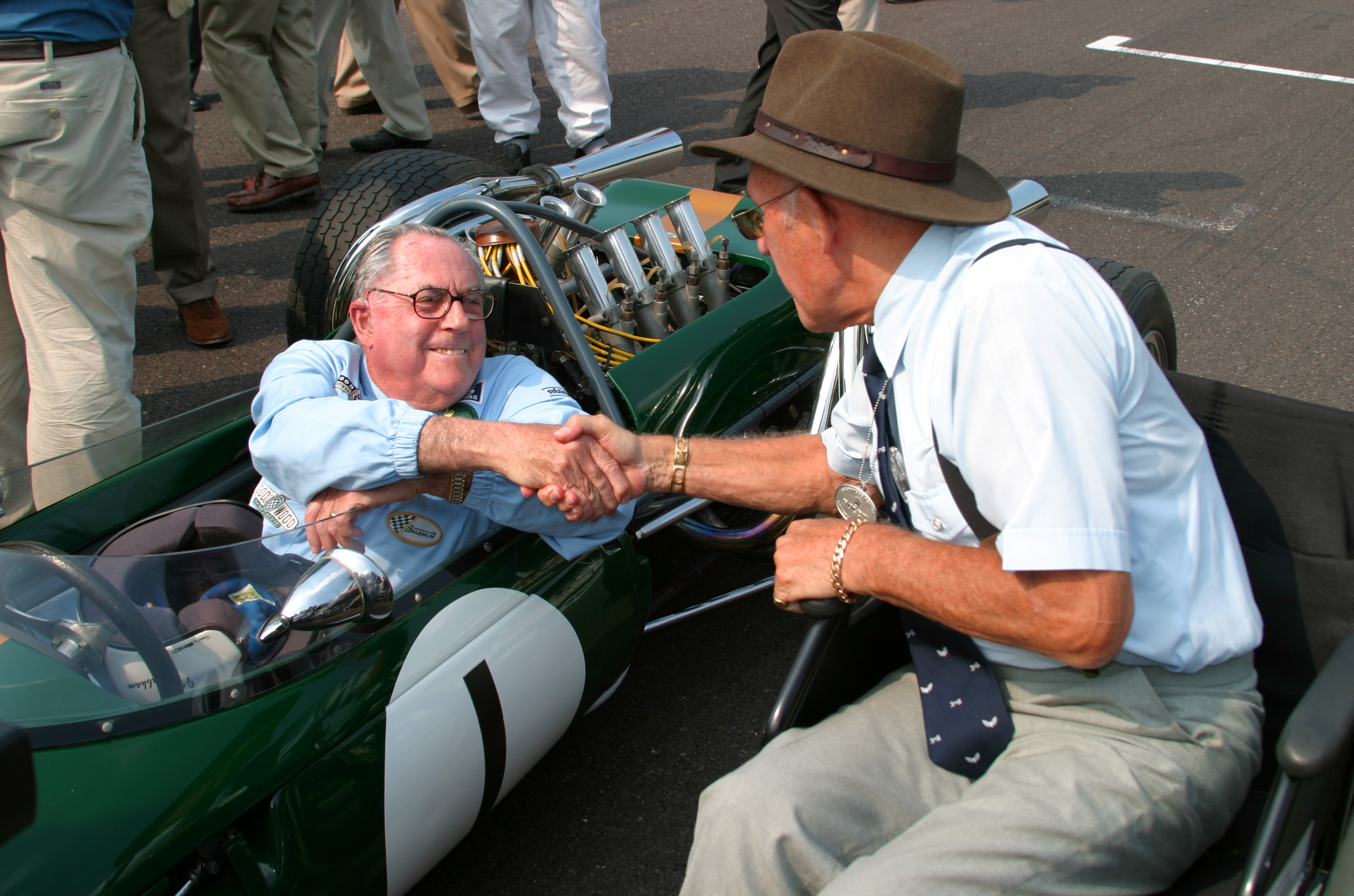
Dawni rywale: Jack Brabham (w samochodzie) i Stirling Moss podczas Festiwalu w Goodwood w 2004 roku

Model BT19 nie ścigał się w poważnych seriach po 1967 roku. Brabham zakończył karierę wyścigową i wrócił do Australii pod koniec lat 70. Samochód był jego własnością do roku 1976, kiedy to oddał go w ręce Repco. Następnie firma Repco Engine Parts Group odnowiła model. W roku 1986 firma Automotive Components Ltd. (ACL), utworzona na zasadzie MBO przez kadrę Repco Engine Parts Group, zatrzymała model na własność. Od momentu renowacji samochodu był on często pokazywany podczas różnych wydarzeń, na przykład podczas inauguracji Grand Prix Australii na torach Adelaide (w 1985 roku) oraz Melbourne (w 1996 roku). Brabham BT19 pojawił się również w 2004 roku podczas Festiwalu w Goodwood w Wielkiej Brytanii. ACL odsprzedał samochód firmie Repco w roku 2004. W roku 2008 samochód wystawiono w National Sports Museum w Melbourne.
W roku 2002, podczas inauguracyjnego spotkania „Speed on Tweed” w walijskiej miejscowości Murwillumbah, Jack Brabham, ówcześnie mający 76 lat, powiedział:

To był cudowny samochód przez lata, a później bardzo dobrze wyglądał i to przyjemność przyjść i prowadzić go. Przyjazd do Murwillumbah był naprawdę dobrym pretekstem, by wrócić do samochodu i ponownie go poprowadzić i obawiam się, że to coś, czym nigdy się nie zmęczę.

## Wyniki

### Mistrzostwa Świata Formuły 1
| Legenda oznaczeń w tabelach wyników Wyświetl szablon na nowej stronie | Legenda oznaczeń w tabelach wyników Wyświetl szablon na nowej stronie                                                                     |
| Oznaczenie                                                            | Wyjaśnienie |
| --------------------------------------------------------------------- | --- |
| Złoty                                                                 | Zwycięzca lub mistrzostwo |
| Srebrny                                                               | 2. miejsce lub wicemistrzostwo |
| Brązowy                                                               | 3. miejsce lub II wicemistrzostwo |
| Zielony                                                               | Ukończył, punktował (w klasyfikacji generalnej, gdy zdobył co najmniej jeden punkt na przestrzeni sezonu, poza trzema powyższymi opcjami) |
| Niebieski                                                             | Ukończył, nie punktował (w klasyfikacji generalnej, gdy nie zdobył co najmniej jednego punktu na przestrzeni sezonu)                      |
| Czerwony                                                              | Nie zakwalifikował się (NZ) |
| Czerwony                                                              | Nie prekwalifikował się (NPK) |
| Różowy                                                                | Nie ukończył (NU) |
| Różowy                                                                | Niesklasyfikowany (NS) (w klasyfikacji generalnej, gdy nie został sklasyfikowany w żadnym wyścigu sezonu)                                 |
| Czarny                                                                | Zdyskwalifikowany (DK) |
| Czarny                                                                | Wykluczony (WYK/EX) |
| Biały                                                                 | Nie wystartował (NW) |
| Biały                                                                 | Kontuzjowany (K/INJ) |
| Biały                                                                 | Wyścig odwołany (OD/C) |
| Bez koloru                                                            | Został wycofany (WYC/WD) |
| Bez koloru                                                            | Nie przybył (NP/DNA) |
| Bez koloru                                                            | Nie brał udziału w treningach (NT/DNP) |
| Bez koloru                                                            | Nie został zgłoszony (–) |
| Pogrubienie                                                           | Start z pole position |
| Kursywa                                                               | Najszybsze okrążenie wyścigu |
| †                                                                     | Nie ukończył, ale jego rezultat został zaliczony ze względu na przejechanie więcej niż 90% dystansu wyścigu.                              |
| *                                                                     | Sezon w trakcie |
| 1/2/3                                                                 | Punktowana pozycja w sprincie |
| Lista systemów punktacji Formuły 1                                    | |

| Sezon | Zespół                      | Silnik | Kierowcy     | Wyniki w poszczególnych eliminacjach | Wyniki w poszczególnych eliminacjach | Wyniki w poszczególnych eliminacjach | Wyniki w poszczególnych eliminacjach | Wyniki w poszczególnych eliminacjach | Wyniki w poszczególnych eliminacjach | Wyniki w poszczególnych eliminacjach | Wyniki w poszczególnych eliminacjach | Wyniki w poszczególnych eliminacjach | Wyniki w poszczególnych eliminacjach | Wyniki w poszczególnych eliminacjach | Wyniki kierowców | Wyniki kierowców | Wyniki konstruktora | Wyniki konstruktora |
| Sezon | Zespół                      | Silnik | Kierowcy     | MCO                                  | BEL                                  | FRA                                  | GBR                                  | NLD                                  | DEU                                  | ITA                                  | USA                                  | MEX                                  |                                      |                                      | Punkty           | Pozycja          | Punkty              | Pozycja             |
| ----- | --------------------------- | ------ | ------------ | ------------------------------------ | ------------------------------------ | ------------------------------------ | ------------------------------------ | ------------------------------------ | ------------------------------------ | ------------------------------------ | ------------------------------------ | ------------------------------------ | ------------------------------------ | ------------------------------------ | ---------------- | ---------------- | ------------------- | ------------------- |
| 1966  | Brabham Racing Organisation | Repco  | Jack Brabham | NU                                   | 4                                    | 1                                    | 1                                    | 1                                    | 1                                    | NU                                   | -                                    | -                                    |                                      |                                      | 42               | 1                | 42                  | 1                   |
| Sezon | Zespół                      | Silnik | Kierowcy     | MEX                                  | MCO                                  | NLD                                  | BEL                                  | FRA                                  | GBR                                  | DEU                                  | CAN                                  | ITA                                  | USA                                  | MEX                                  | Punkty           | Pozycja          | Punkty              | Pozycja             |
| 1967  | Brabham Racing Organisation | Repco  | Jack Brabham | -                                    | NU                                   | 2                                    | -                                    | -                                    | -                                    | -                                    | -                                    | -                                    | -                                    | -                                    | 46               | 2                | 63                  | 1                   |
| 1967  | Brabham Racing Organisation | Repco  | Denny Hulme  | -                                    | -                                    | -                                    | NU                                   | -                                    | -                                    | -                                    | -                                    | -                                    | -                                    | -                                    | 63               | 1                | 63                  | 1                   |

### Niewliczane do mistrzostw
| Rok  | Wydarzenie                | Tor              | Kierowca      | Wynik | Formuła        |
| ---- | ------------------------- | ---------------- | ------------- | ----- | -------------- |
| 1966 | Grand Prix RPA            | East London      | Jack Brabham  | NU    | Formuła 1      |
| 1966 | Sandown Park Cup          | Sandown          | Jack Brabham  | NU    | Formuła Tasman |
| 1966 | South Pacific Trophy      | Longford         | Jack Brabham  | 3     | Formuła Tasman |
| 1966 | Grand Prix Syrakuz        | Syrakuzy         | Jack Brabham  | NU    | Formuła 1      |
| 1966 | BRDC International Trophy | Silverstone      | Jack Brabham  | 1     | Formuła 1      |
| 1966 | 10 Lap Racing Car Event   | Surfers Paradise | Jack Brabham  | NU    | Formuła Libre  |
| 1966 | Oulton Park Gold Cup      | Oulton Park      | Jack Brabham  | 1     | Formuła 1      |
| 1967 | Oulton Park Gold Cup      | Oulton Park      | Frank Gardner | NU    | Formuła 1      |
| 1967 | Grand Prix Hiszpanii      | Jarama           | Jack Brabham  | 3     | Formuła 1      |

### Książki
- Jack Brabham, Doug Nye: The Jack Brabham Story. Motorbooks International, 2004. ISBN 0-7603-1590-6. Brak numerów stron w książce
- Alan Henry: Brabham, the Grand Prix Cars. Osprey, 1985. ISBN 0-905138-36-8. Brak numerów stron w książce
- V.A.W. Hillier: Fundamentals of Motor Vehicle Technology. Stanley Thornes, 1991. ISBN 0-7487-0531-7. Brak numerów stron w książce
- Mike Lawrence: Grand Prix Cars 1945–1965. Motor Racing Publications, 1998. ISBN 1-899870-39-3. Brak numerów stron w książce
- Mike Lawrence: Brabham+Ralt+Honda: The Ron Tauranac story. Motor Racing Publications, 1999. ISBN 1-899870-35-0. Brak numerów stron w książce
- Doug Nye: Autocourse history of the Grand Prix car 1966-85. Hazleton, 1986. ISBN 0-905138-37-6. Brak numerów stron w książce
- Simon G. Pinder: Mr Repco Brabham. Pinder, 1995. ISBN 0-646421-68-9. Brak numerów stron w książce
- Brabham - the man and the machines. Unique Motor Books. ISBN 1-84155-619-X. Brak numerów stron w książce

### Czasopisma
- Andrew Frankel. Track Test – Cooper-Maserati T86. „Motor Sport”. 12/2006. s. 51–55.

### Strony internetowe
- races66. members.optusnet.com.au. [dostęp 2011-09-24]. [zarchiwizowane z tego adresu (2012-02-20)]. (ang.).
- 1966 FIA Formula One World Championship. formula1.com. [dostęp 2011-09-24]. (ang.).
- 1966 Non-World Championship Grands Prix. silhouet.com. [dostęp 2011-09-24]. (ang.).
- 1967 FIA Formula One World Championship. formula1.com. [dostęp 2011-09-24]. (ang.).
- Non-World Championship Grands Prix. silhouet.com. [dostęp 2011-09-24]. (ang.).
- Australia's most famous car changes hands. apajournal.com.au. [dostęp 2011-09-24]. [zarchiwizowane z tego adresu (2006-08-19)]. (ang.).
- Brabham BT19 F1-1-65. oldracingcars.com. [dostęp 2011-09-24]. (ang.).
- SIR JACK BRABHAM. abc.net.au, 2003-03-10. [dostęp 2011-09-24]. [zarchiwizowane z tego adresu (2014-08-24)]. (ang.).
- GRAND PRIX RESULTS: BELGIAN GP, 1966. grandprix.com. [dostęp 2011-09-24]. (ang.).